# Freddy's Nightmares
Freddy's Nightmares, originalmente intitulada Freddy's Nightmares – A Nightmare on Elm Street: The Series (no Brasil,  A Hora do Pesadelo - O Terror de Freddy Krueger), é uma série de televisão norte-americana de antologia de horror, derivada da cinessérie A Nightmare on Elm Street. Foi exibida originalmente pelo sistema de sindicação entre outubro de 1988 e março de 1990 e apresentada por Robert Englund caracterizado como Freddy Krueger. Cada episódio mostrava duas histórias diferentes.
A série foi produzida por Gilbert Adler em parceria com a New Line Television (departamento televisivo da New Line Cinema) e a Stone Television. Foi originalmente distribuída pela Lorimar-Telepictures e, posteriormente, a Warner Bros. Television assumiu os direitos de distribuição após adquirir a Lorimar-Telepictures. Freddy's Nightmares foi ao ar no canal dedicado ao horror Chiller (da rede NBC Universal), entre 2007 e 2011. Também foi reexibida pela El Rey Network em 2015.

## Premissa
A série contava diversas histórias de horror apresentadas por Freddy Krueger (interpretado por Robert Englund), que atuava como um anfitrião, aparecendo no início e no final de cada episódio. O programa teve um total de 44 episódios divididos em duas temporadas e dirigidos por diferentes cineastas, entre eles Tobe Hooper e Mick Garris. O episódio piloto foi dirigido por Hooper e começa com Freddy sendo acusado de assassinato de crianças, o que funciona como uma pré-sequência do primeiro filme, mostrando o personagem antes e depois de morrer, com toda a sua ironia e seus trejeitos bizarros e sinistros.
Todos os episódios se passam em Springwood, a fictícia cidade onde o enredo dos filmes se desenvolve, e que na telessérie funciona de forma semelhante ao plano sobrenatural de Twilight Zone. Um tema recorrente é que os personagens querem deixar Springwood ou estão apenas de passagem e ficam presos na cidade, enquanto alguma força sobrenatural misteriosa não os deixa sair de lá. A maioria das histórias não é centrada em Freddy; apesar de ele ser a causa dos acontecimentos estranhos que atormentam o elenco, essa conexão é geralmente construída de forma pouco aprofundada.

## Episódios
Com exceção do piloto, todos os episódios apresentavam duas histórias separadas. A primeira meia hora era dedicada à primeira história, enquanto a última meia hora era dedicada à segunda.

### Visão geral da série
| Temporada | Temporada | Episódios | Episódios | Originalmente exibido | Originalmente exibido |
| Temporada | Temporada | Episódios | Episódios | Estreia da temporada  | Final da temporada    |
| --------- | --------- | --------- | --------- | --------------------- | --------------------- |
|           | 1         | 22        | 22        | 8 de outubro de 1988  | 27 de maio de 1989    |
|           | 2         | 22        | 22        | 2 de outubro de 1989  | 12 de março de 1990   |

## Exibições
Inicialmente, a série foi transmitida por sindicação nos Estados Unidos e foi um grande sucesso de audiência durante a primeira temporada. Devido ao conteúdo violento e sexual, o programa foi projetado desde o início para ir ao ar tarde da noite, sendo voltado diretamente para o público adulto. Apesar disso, muitas emissoras optaram por exibi-lo por volta das 17 horas, na tentativa de obter melhores índices de audiência. Em alguns mercados mais conservadores, particularmente no Cinturão Bíblico, essa situação causou controvérsia e levou a diversas queixas de espectadores, uma vez que as primeiras exibições atraíram um público mais jovem.
Na segunda temporada, os episódios passaram a ser severamente editados para diminuir o conteúdo adulto e o orçamento também foi reduzido, deixando a atração com uma aparência mais barata. Essas mudanças desagradaram tanto aos fãs do programa quanto aos da franquia cinematográfica, levando efetivamente a uma situação de perda para os criadores. Finalmente, a Warner Bros. Television decidiu cancelar Freddy's Nightmares, apesar das avaliações ainda serem altas o suficiente para justificar uma terceira temporada. Muitos dos envolvidos com o programa migraram para a produção da série Tales from the Crypt, transmitida pela HBO.
Em 2006, a AOL e a Warner Bros. Television trouxeram Freddy's Nightmares para o In2TV, serviço de streaming recém-lançado na época. A partir de 2007, o Chiller, canal a cabo da NBC Universal dedicado ao gênero terror, passou a transmitir a série; cada episódio era exibido com dois minutos a menos de filmagem e o canal encerrou a transmissão em 31 de março de 2011. A El Rey Network começou a exibir a série a partir de 3 de dezembro de 2015.
No Reino Unido, os clientes da Sky UK e da Virgin Media puderam assistir à primeira temporada completa, um episódio por noite, às 20 horas no canal Zone Horror, a partir de 8 de junho de 2009. No Brasil, os dois primeiros episódios do programa foram transmitidos em 5 de janeiro de 1990 pelo Sistema Brasileiro de Televisão, como um filme intitulado A Hora do Pesadelo - O Terror de Freddy Krueger I, dentro da seção Festival de Filmes; posteriormente, a emissora exibiu outros episódios da série.

## Recepção
Mark Pellegrini, do site Adventures in Poor Taste, atribuiu ao programa uma nota geral de 6 em 10. Em sua crítica, ele explica suas razões, observando que apenas oito de 44 episódios são dedicados ao Freddy Krueger. Desses oito episódios, "Photo Finish" recebeu a melhor pontuação, enquanto "Safe Sex" foi classificado como o pior. Pellegrinni elogiou o episódio "No More Mr. Nice Guy" como uma homenagem aos primeiros cinco filmes da franquia A Nightmare on Elm Street, e comentou que a cena em que Freddy é queimado vivo foi mostrada alguns anos depois em Freddy's Dead: The Final Nightmare e Freddy vs. Jason.